# Henry Norris
Sir Henry George Norris (n. 23 iulie, 1865 – 30 iulie 1934) a fost un om de afaceri și politician englez , cunoscut mai ales pentru perioada în care a fost președintele cluburilor de fotbal Fulham F.C. și Arsenal F.C.. A fost acuzat de fraudă în procesul de promovare a clubului Arsenal în prima ligă, în anul 1919, chiar dacă echipa a ocupat doar poziția a cincea în sezonul precedent.